# Агнес I (графиня Невера)
Агнес I (фр. Agnès I de Nevers; ок. 1170 — 2/6 февраля 1193) — графиня Невера, Осера и Тоннера с 1181, дочь Ги, графа Осера, Невера и Тоннера, и Мод Бургундской, внучки Гуго II, герцога Бургундии, представительница Неверского дома.

## Биография
Агнес была старшей дочерью графа Ги. После его смерти в 1175 году, ему наследовал единственный малолетний сын, Гильом V, в результате чего графства оказались под управлением Мод Бургундской и её второго мужа Пьера Эльзаского.
Гильом умер в 1181 году, так и не достигнув совершеннолетия. Претензии на графства предъявил младший брат Ги, Рено, однако после трехлетнего спора графиней Невера, Осера и Тоннера была признана Агнес. В 1184 году король Франции Филипп II Август выдал её замуж за своего четвероюродного брата, Пьера II де Куртене. Их общим предком был граф Рено II Неверский.
Агнес умерла в 1193 году, наследницей стала их единственная выжившая дочь, Матильда де Куртене. Однако все графства оказались под управлением Пьера, женившегося второй раз на Иоланде де Эно.

## Брак и дети
Муж: Пьер II де Куртене (ок. 1167—1217), сеньор де Куртене 1180—1217, граф Невера 1184—1207, граф Осера и Тоннера 1184—1217, маркиз Намюра 1193—1217, император Латинской империи 1217. Дети:
- дочь (р. и ум. 1185)
- Матильда (Маго) I де Куртене (1188—29 июля 1257), графиня Невера с 1207, графиня Осера и Тоннера с 1217